# Tagosz
A tagosz (ógörögül: τᾱγός, vagy τάγης) a Thesszáliai Szövetség katonai vezetője volt. Ha az alkalom úgy kívánta, Tagosz néven főbírót választottak, akinek parancsait Thesszália mind a négy kerülete (Phthiotisz, Thesszaliotisz, Hisztiaeotisz, Pelaszgiotisz) követte. Néha királynak (" baszileusz", Hérodotosz, történelem,5.63), máskor pedig " arkhónnak" (Dionüsziosz. 5.74) nevezik.
Pollux (I.128) a katonai megnevezések felsorolásában a thébai boiótarkhoszokat, a spártai királyokat, az athéni polemarkhoszokat (eredeti feladataikra utalva) és a Thesszáliai tagoszokat egy csoportba sorolja. Amikor a ferai Iaszón volt Tagosz, több mint 8000 lovasból és nem kevesebb mint 20 000 hoplitából álló hadsereggel rendelkezett. Amikor Thesszália élén nem állt tagosz, a városok nagyobb önállósággal rendelkeztek. II. Philipposz makedón király és fia, III. Alexandrosz (Nagy Sándor) megválasztott tagoszként gyakorolták az ellenőrzést Thesszália felett. A későbbi időkben egyes államok elöljáróit nevezték "tagoi"-nak.

## Fordítás
Ez a szócikk részben vagy egészben  a   Tagus (title) című angol Wikipédia-szócikk ezen változatának fordításán alapul.  Az eredeti cikk szerkesztőit annak laptörténete sorolja fel. Ez a jelzés csupán a megfogalmazás eredetét és a szerzői jogokat jelzi, nem szolgál a cikkben szereplő információk forrásmegjelöléseként.